# Tereza Jančová
Tereza Jančová, née le 31 mars 1999 à Zvolen, est une skieuse alpine slovaque.

## Biographie
Elle commence sa carrière dans des compétitions de la FIS en Norvège.
Aux Championnats du monde 2017, elle fait partie de l'équipe slovaque médaillée d'argent. Elle y est aussi en course en slalom et slalom géant.
Sa carrière prend fin en 2019, après un dernier titre national en slalom géant, lorsqu'elle décide de se concentrer sur ses études.

## Palmarès

### Championnats du monde
| Épreuve / Édition | Saint-Moritz 2017 |
| Slalom géant      | 49e               |
| Slalom            | 43e               |
| Par équipes       | Argent            |

### Championnats de Slovaquie
- Championne du slalom géant en 2017, 2018 et 2019.